# Gotha Go 229
Horten Ho-IX (designação da RLM: HO 229 e para fabricação em massa Gotha GO 229) foi um avião experimental alemão do final da Segunda Guerra Mundial criado por Reimar e Walter Horten com planos de ser produzida em massa pela Gothaer Waggonfabrik. Foi a primeira aeronave com o formato de asa voadora a usar motores a jato.

## História
Foi projetado pelo Major da Luftwaffe Walter Horten e seu irmão Oberleutnant Reimar Horten, que tinham experiência com planadores sem cauda desde 1931. os irmãos Horten estavam convencidos que tal "asa voadora" seria um desenho de aeronave fora de série uma vez que proporcionaria o mínimo arrasto. Eles descobriram que, se a asa tivesse uma curvatura correta (em forma de sino), ela seria tanto estável como controlável. Seus primeiros protótipos propelidos foram construídos no final da década de 1930 e foram equipados com dois motores voltados para ré.
Durante o início da década de 1940 eles encontraram dificuldades para obter suporte financeiro oficial para seu projeto, até que relatórios da inteligência sobre os Estados Unidos revelaram que a Northrop Co. estava desenvolvendo sua própria "asa voadora".
Em 1943 os irmãos Horten iniciaram o trabalho num protótipo de asa voadora impulsionada por turbo-jatos, o Horten Ho IX V2. Este caça-bombardeiro foi feito seguindo as especificações gerais de Hermann Göring, de que toda nova aeronave deveria carregar 1 mil kg de bombas, voar a 1 mil km/h e ter um alcance mínimo de 1 mil km.  Devia também poder carregar canhões de 30 mm.
O primeiro protótipo desta aeronave foi inicialmente feito com madeira compensada e cola, principalmente na seção das asas, para que seu peso diminuísse, além do que os suprimentos de duralumínio já estavam ficando escassos, e os custos de produção precisavam ser reduzidos. Os irmãos Horten também acreditavam que uma asa de madeira seria menos danificada que uma de metal quando atingida por um disparo de canhão. A construção em madeira, pintada com uma mistura de cola e carvão difundiria as ondas de radar, tornando o Ho-229 indetectável aos radares da época.  Uma vez que o protótipo do Ho IX V2 não possuía cauda, dois flaps de mergulho, acima e debaixo de cada extremidade de asa, providenciavam o controle direcional.
O piloto obtinha controle lateral e longitudinal movendo placas centrais e distais montadas no bordo de fuga da asa. Para melhor visibilidade, o compartimento do piloto foi colocado o mais adiante possível. Os primeiros testes com o protótipo designado Ho-229V1 ainda sem motores, foram feitos em Göttingen em março de 1944. Após estes testes a aeronave viria a ser equipada com motores Jumo 004B.
Como piloto de testes foi escolhido o Leutenant Erwin Ziller, e após o primeiro voo motorizado do protótipo Ho-229V2, em 2 de fevereiro de 1945, o piloto relatou que a aeronave tinha excelentes características aerodinâmicas.  Satisfeito com o voo inicial o Ministério do Ar alemão encomendou 40 exemplares que seriam produzidos pela Gothaer Waggonfabrik e designado 8-229. Porém ainda em fevereiro de 1945, noutro dia de testes tendo novamente como piloto o Leutenant Ziller, a aeronave durante o voo apresentou falha no motor de estibordo e na tentativa do pouso, a aeronave tocou o solo, deslizou e tombou, ocasionando a morte de Ziller.
Apesar do protótipo Ho-229V2 ter acumulado apenas duas horas de voo, o projeto foi posto em produção na fábrica da Gotha para ser avaliado pela Luftwaffe, onde seria designado de Gotha Go 229. Várias versões produzidas, incluindo caças e aeronaves de treinamento biposto para qualquer condição de tempo, bem como os monopostos A-0 caça-bombardeiros, estavam quase completos inclusive os modelos Ho-229V3 e V4, quando a fábrica Gotha foi capturada pelo exército americano em abril de 1945. O protótipo Ho-229V3 foi levado para os Estados Unidos e hoje se encontra na coleção do Smithsonian Museum para fins de restauração.
Os irmãos Horten também tinham sido contratados para desenvolver um bombardeiro propelido por seis turbojatos com alcance de 6,5 mil km, bem como trabalhavam num projeto de asa voadora super-sônica e num outro para transporte de passageiros. Se a guerra com a Alemanha tivesse se prolongado, o Go 229A-0 provavelmente teria entrado em serviço na Luftwaffe no final de 1945 ou início de 1946. O modelo Go 229A-0 (estimado) teria duas turbinas Jumo 004B-1. A envergadura era de 13,50 m e o comprimento de 7,20 m. Suportaria peso máximo de decolagem de 7 506 kg; atingindo a velocidade máxima de 959 km/h, com alcance de 2,8 mil km e teto de 15,75 mil metros. A aeronave seria armada por dois ou quatro canhões MK108 de 30 mm.

## Imagens

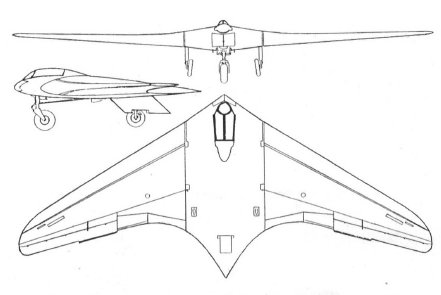
Desenho do Horten Ho 229 V1
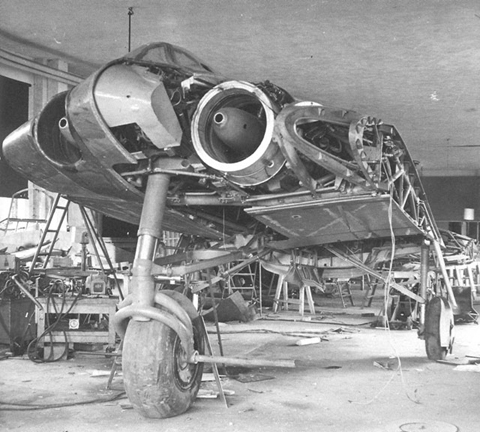
Ainda na Alemanha…
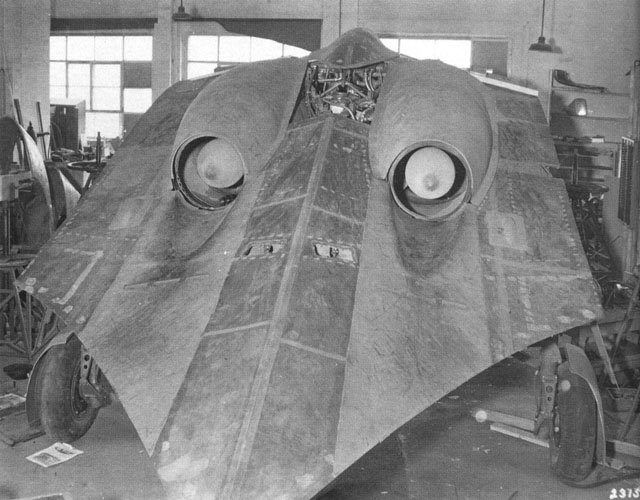
…em…
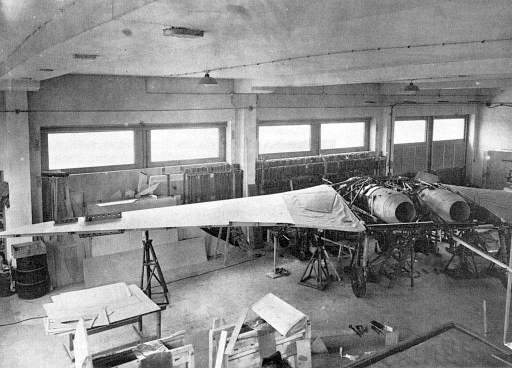
…14 de Abril de 1945…
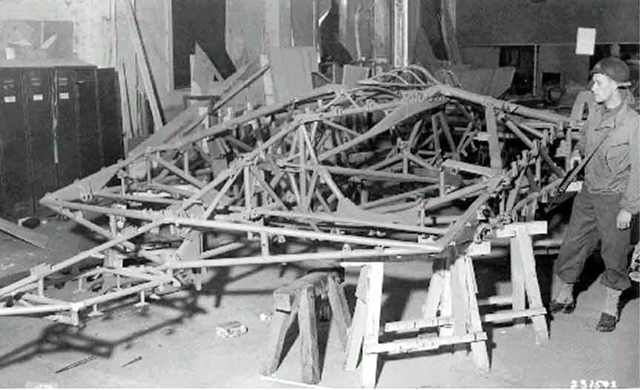
…após ser…
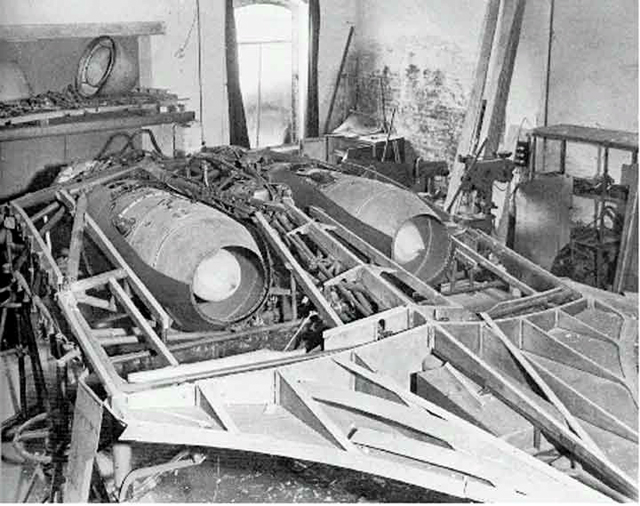
…capturado.
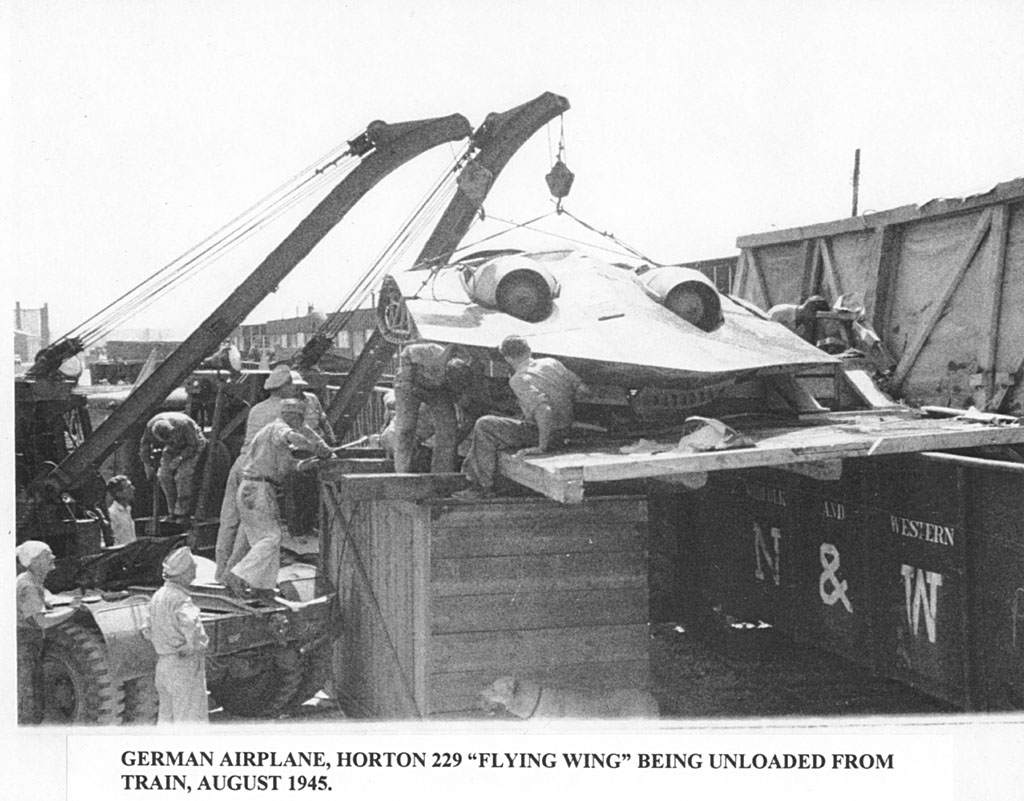
Transportado por trem em Agosto de 1945.
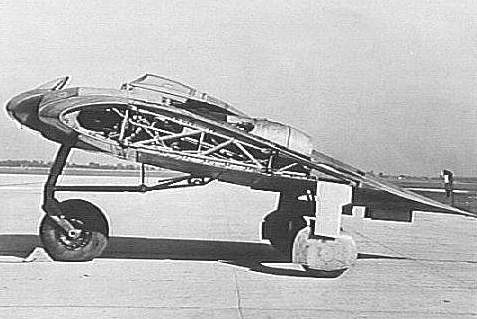
No Freeman Municipal Airport, Condado de Jackson (Indiana), EUA. Verão de 1945.
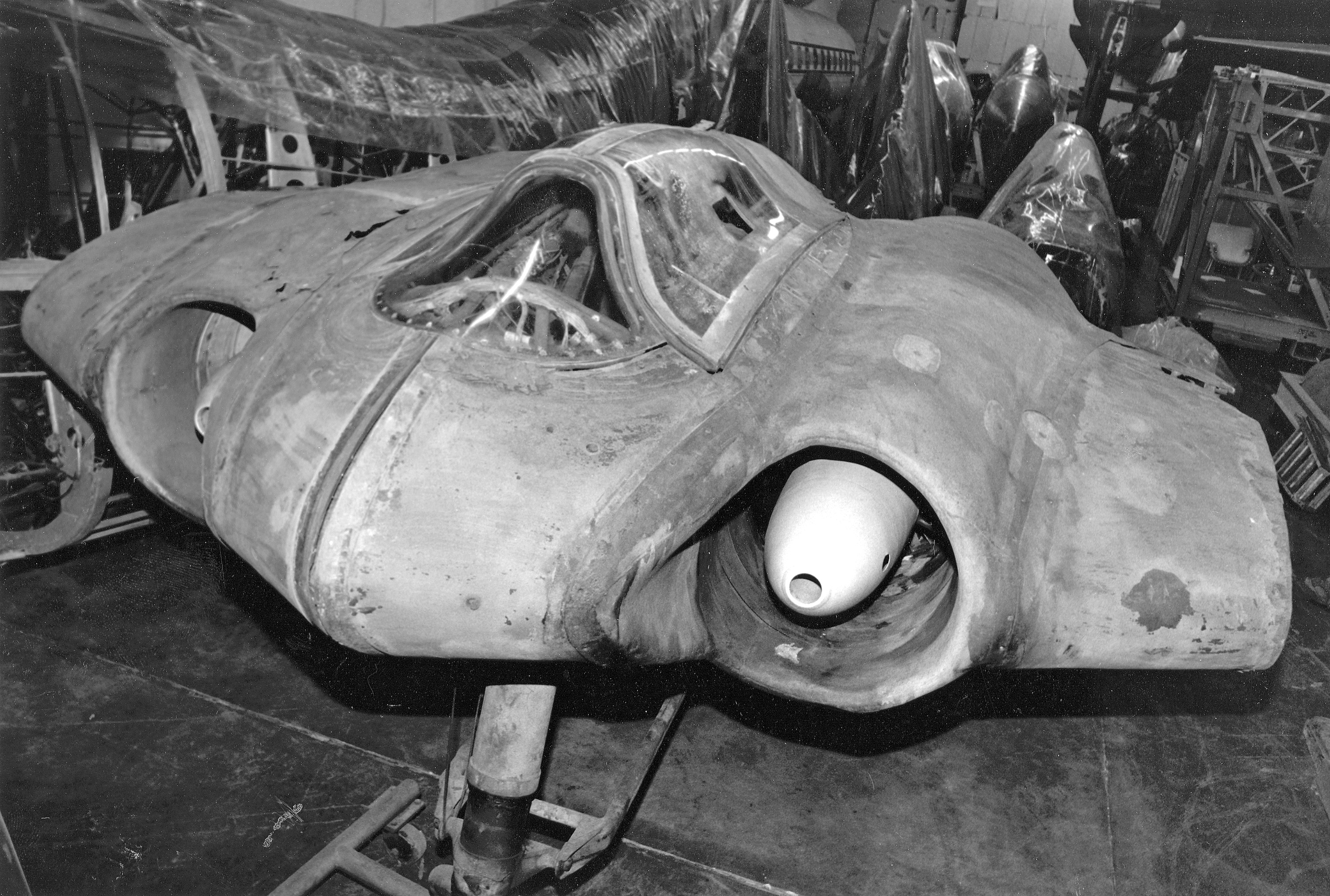
No Smithsonian Museum.
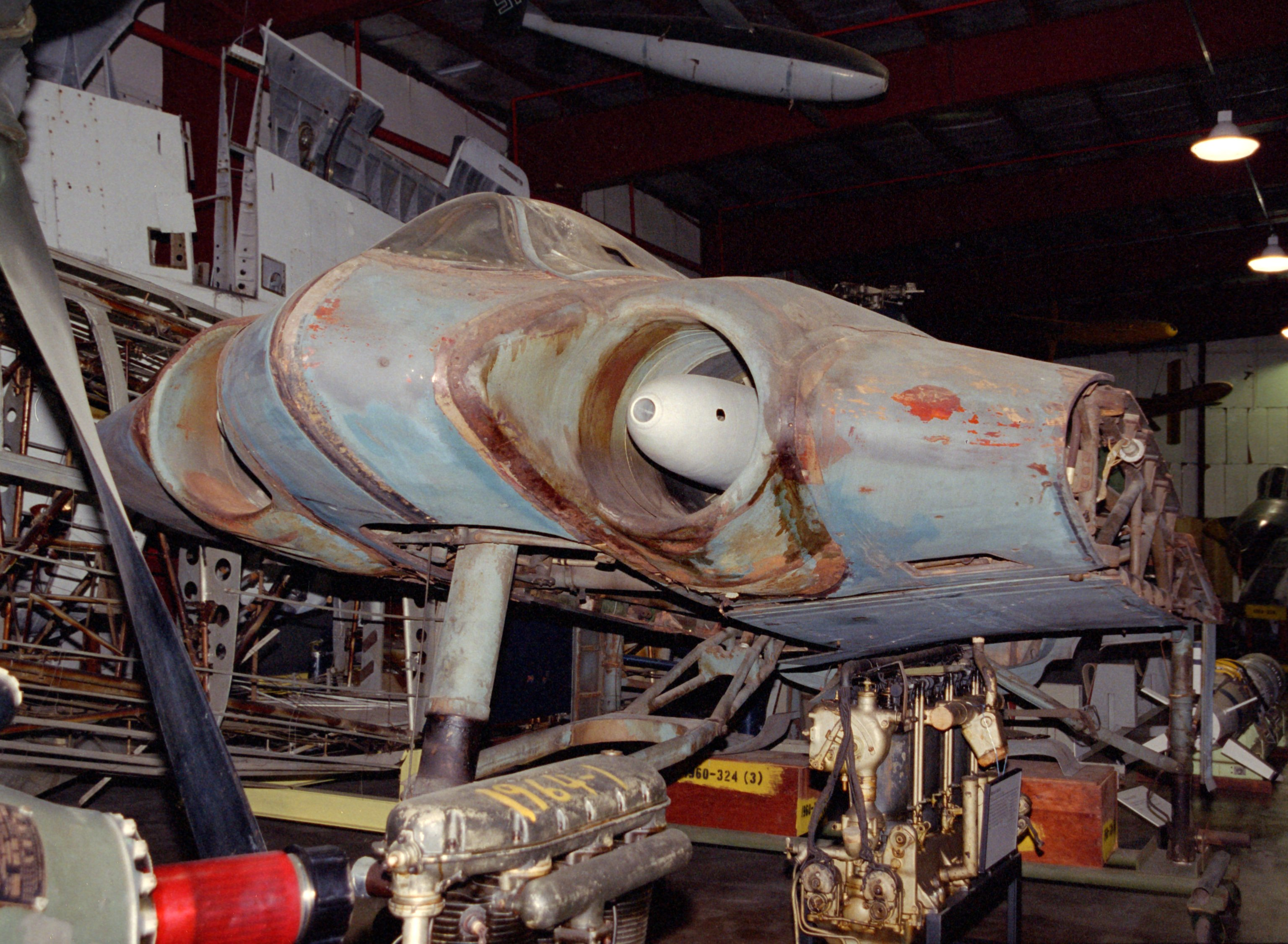
Vista frontal do Horten Ho IX V3…
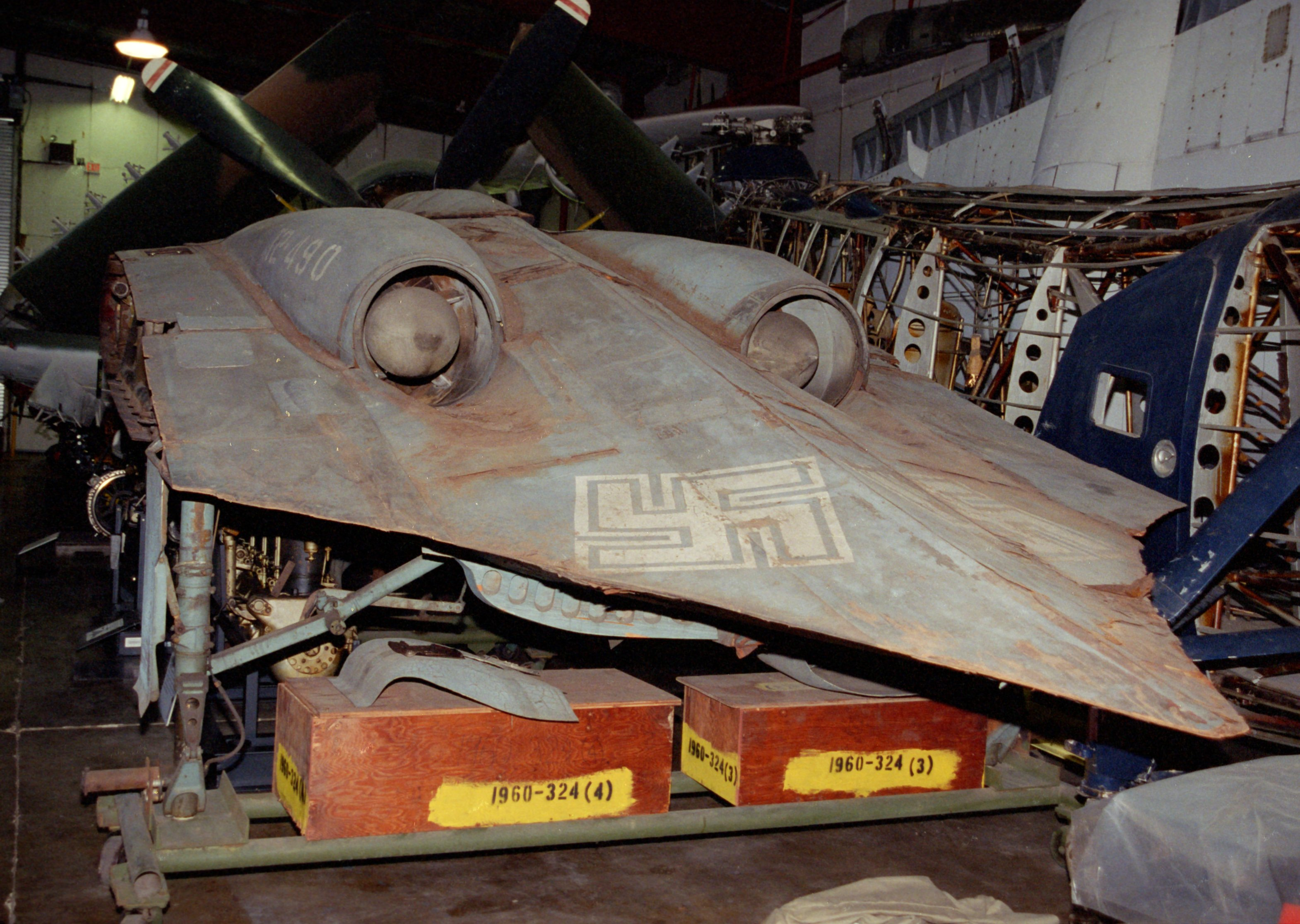
…aqui visto por trás.